# Augusto Solari
Augusto Jorge Mateo Solari (ur. 3 stycznia 1992 w Rosario) – argentyński piłkarz pochodzenia włoskiego występujący na pozycji prawego skrzydłowego, od 2024 roku zawodnik Rosario Central.
Jego dziadek Jorge Solari, wuj Fernando Redondo oraz kuzyni Santiago Solari, Esteban Solari, David Solari i Federico Redondo również są piłkarzami.